# Kuriakose Mor Ivanios
Kuriakose Mor Ivanios (ur. 9 czerwca 1964 w Perumbavoor) – duchowny Malankarskiego Syryjskiego Kościoła Ortodoksyjnego, będącego częścią Syryjskiego Kościoła Ortodoksyjnego, od 2008 biskup pomocniczy Knanaya odpowiadający za region Ranni tej archidiecezji.

## Biografia
Święcenia kapłańskie przyjął 26 września 1999 r. 11 czerwca 2008 r. został wyświęcony na biskupa. Uroczystość odbyła się w Damaszku.